# Chris Kelly (Eishockeyspieler)
Christopher „Chris“ Kelly (* 11. November 1980 in Toronto, Ontario) ist ein ehemaliger kanadischer Eishockeyspieler und derzeitiger -trainer. Während seiner aktiven Karriere bestritt der Center 937 Spiele für die Ottawa Senators, Boston Bruins und Anaheim Ducks in der National Hockey League. Mit Boston gewann er dabei im Jahre 2011 den Stanley Cup. Zudem vertrat er die kanadische Nationalmannschaft als Kapitän bei den Olympischen Winterspielen 2018 und errang dort mit dem Team die Bronzemedaille. Seit August 2021 ist er als Assistenztrainer der Boston Bruins tätig.

## Karriere

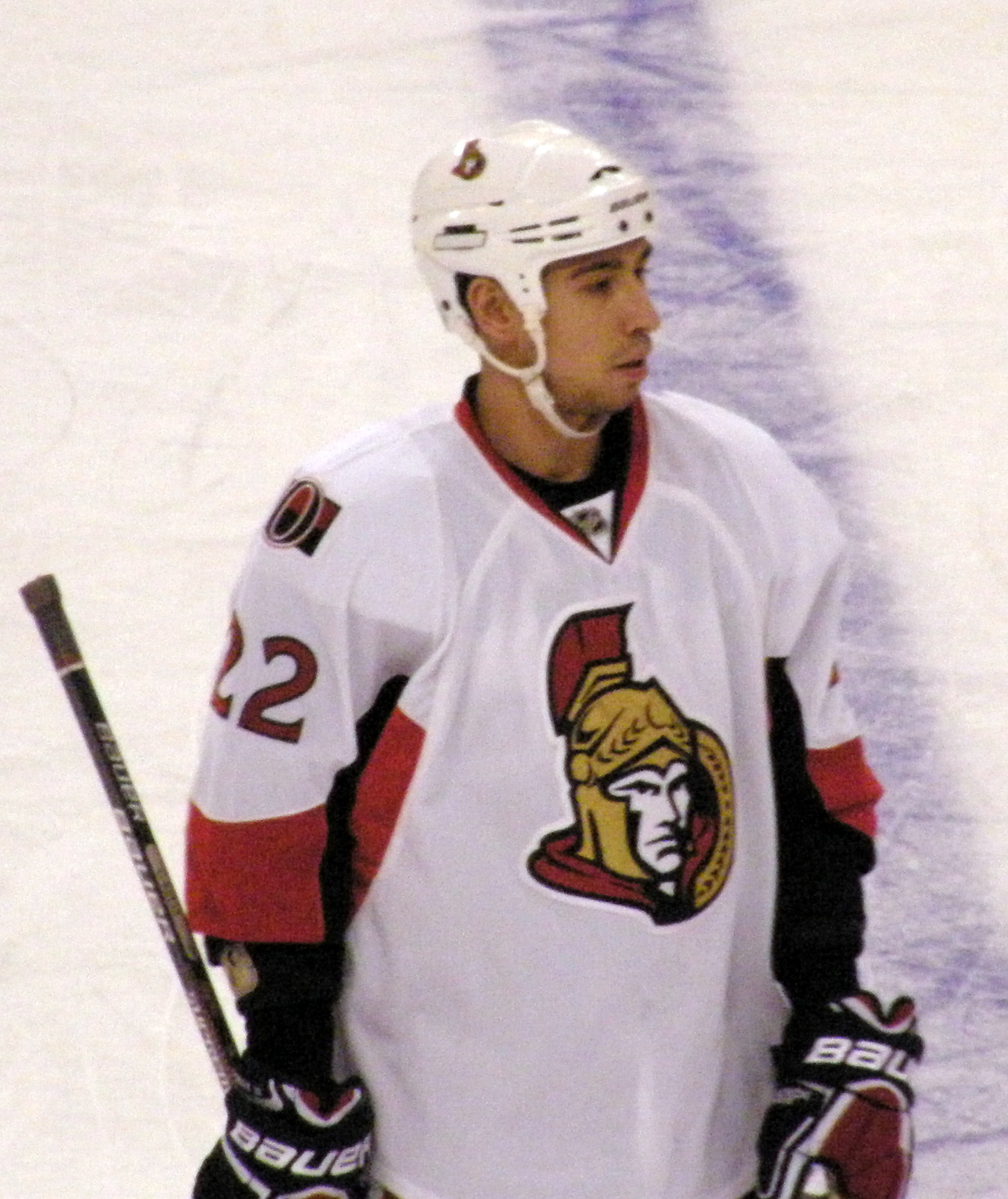
Kelly im Trikot der Ottawa Senators (2009)

Chris Kelly begann seine Karriere als Eishockeyspieler in der kanadischen Top-Juniorenliga Ontario Hockey League, in der er von 1997 bis 2001 für die London Knights und die Sudbury Wolves aktiv war. In dieser Zeit wurde er im NHL Entry Draft 1999 in der dritten Runde als insgesamt 94. Spieler von den Ottawa Senators ausgewählt. Zunächst spielte er jedoch in der Saison 2001/02 für Muskegon Fury aus der United Hockey League und das American-Hockey-League-Farmteam Ottawas, die Grand Rapids Griffins. Im folgenden Jahr kam der Angreifer erneut ausschließlich in der AHL für Ottawas neues Farmteam, die Binghamton Senators, zu Einsätzen, ehe er in der Saison 2003/04 sein Debüt in der National Hockey League für die Ottawa Senators gab. Dabei blieb der Linksschütze in vier Spielen punkt- und straflos.
Mit Ausnahme des Lockouts in der NHL-Saison 2004/05, den Kelly bei den Binghamton Senators in der AHL verbrachte, spielte Kelly bis Februar 2011 ausschließlich für das NHL-Team der Ottawa Senators. Am 15. Februar 2011 wurde er in einem Transfergeschäft im Austausch für ein Zweitrunden-Wahlrecht im NHL Entry Draft 2011 an die Boston Bruins abgegeben. In Boston gewann der Angreifer direkt am Ende der Saison den Stanley Cup und verblieb in der Folge weitere fünf Jahre bei den Bruins, ehe sein auslaufender Vertrag nach der Spielzeit 2015/16 nicht verlängert wurde. Im Anschluss kehrte er nach Ottawa zurück und unterzeichnete im Juli 2016 einen Einjahresvertrag bei den Senators. Anschließend nahm er im September 2017 ein Probeangebot der Edmonton Oilers an, ehe er nach dessen Aufkündigung ab November 2017 auf Probe bei den Belleville Senators aus der AHL vorspielte. Dort war er in der Folge bis Januar 2018 aktiv.
Nach den Olympischen Spielen unterzeichnete er einen neuen NHL-Vertrag bis zum Saisonende bei den Anaheim Ducks. Dieser wurde in der Folge nicht verlängert, sodass Kelly seine aktive Karriere beendete und zur Saison 2018/19 in den Trainerstab der Ottawa Senators wechselte. In gleicher Funktion, als Development Coach, kehrte er zur Saison 2019/20 zu den Boston Bruins zurück, bei denen er zur Spielzeit 2021/22 zum Assistenztrainer befördert wurde.

### International
Sein Debüt auf internationalem Niveau gab Kelly im Rahmen der Olympischen Winterspiele 2018, bei denen er die kanadische Auswahl, die ohne NHL-Spieler antrat, als Kapitän zur Bronzemedaille führte.

## Erfolge und Auszeichnungen
- 1999 Teilnahme am CHL Top Prospects Game
- 2011 Stanley-Cup-Gewinn mit den Boston Bruins
- 2017 Spengler-Cup-Gewinn mit dem Team Canada

### International
- 2018 Bronzemedaille bei den Olympischen Winterspielen

## Karrierestatistik

### International
Vertrat Kanada bei:
- Olympischen Winterspielen 2018

(Legende zur Spielerstatistik: Sp oder GP = absolvierte Spiele; T oder G = erzielte Tore; V oder A = erzielte Assists; Pkt oder Pts = erzielte Scorerpunkte; SM oder PIM = erhaltene Strafminuten; +/− = Plus/Minus-Bilanz; PP = erzielte Überzahltore; SH = erzielte Unterzahltore; GW = erzielte Siegtore; 1 Play-downs/Relegation; Kursiv: Statistik nicht vollständig)